# Hemostase

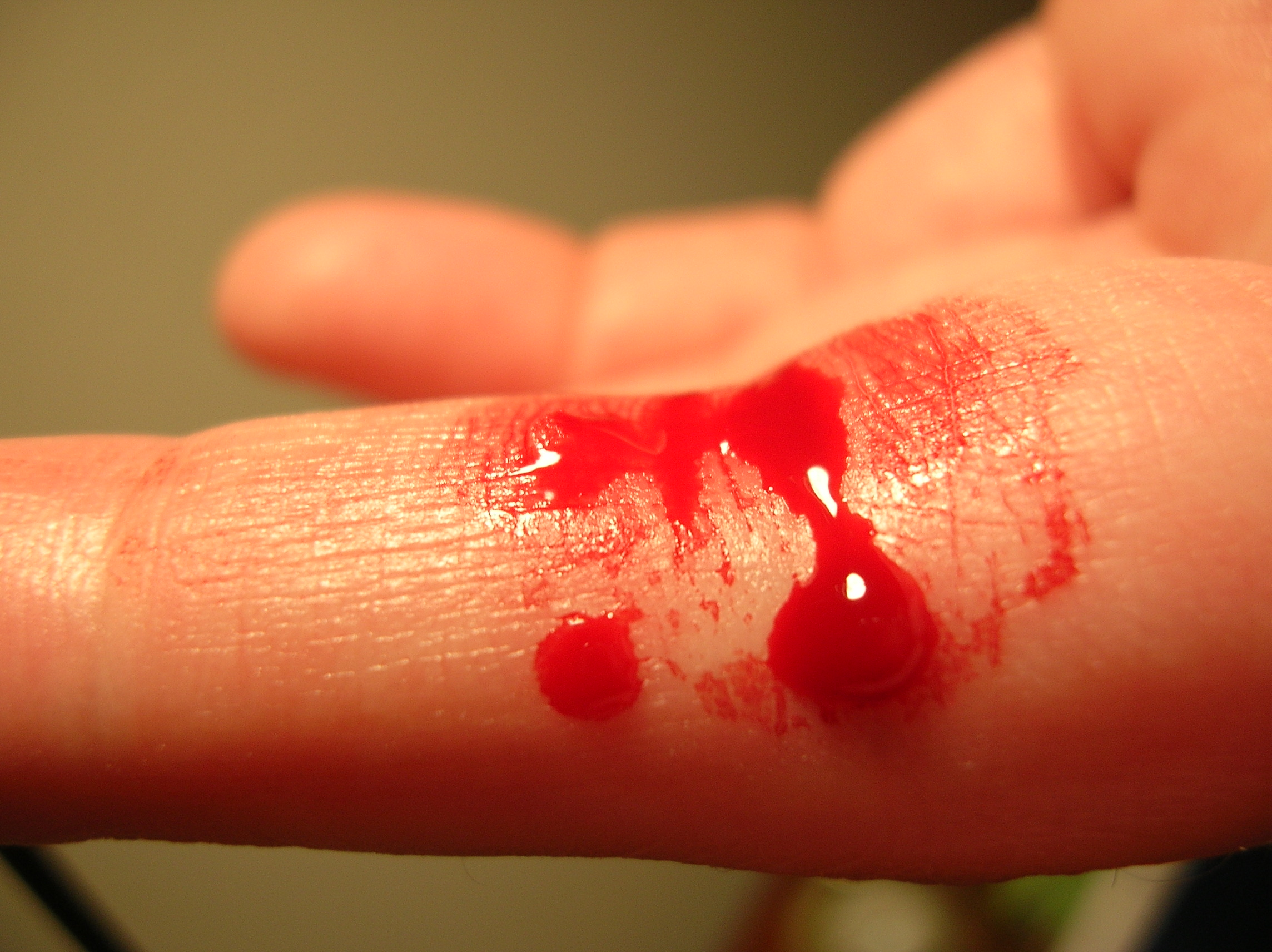
Bloedende vinger

Hemostase is het mechanisme dat het lichaam heeft voor het voorkomen van bloedverlies. Dit gebeurt onder andere door vier belangrijke regelmechanismen:
VasoconstrictieVasoconstrictie is een effect dat optreedt op bij vaattrauma en gebeurt door
1. nerveuze reflexen (pijn)
2. lokaal myogeen spasme
3. lokale humorale factoren uit beschadigd weefsel
4. trombocyten: vrijkomen van tromboxaan A2 → vasoconstrictie

Hoe groter de beschadiging, des te sterker het vaatspasme: een snijwond bloedt meer dan een grote vaatruptuur.
Propvorming (aggregatie)Trombocyten (bloedplaatjes) zijn kernloos en hun cytoplasma bevat zeer actieve factoren, waaronder contractiele eiwitten en enzymsystemen. Hun celmembraan is bedekt met glycoproteïnen. Deze proteïnen voorkomen hechting aan normaal endotheel, maar veroorzaken wel hechting aan beschadigde delen van de vaatwand.
Bloedstolling (coagulatie)Zie Bloedstolling
Verhoging van de weefseldrukWanneer de interstitiële druk (Pif = interstitium fluïd pressure) stijgt, neemt de transmurale druk op de bloedvaten af, waardoor het debiet en dus ook de flow door dit vat daalt. Een collaps van het bloedvat is mogelijk.